# Saison 2014 du Yokohama F·Marinos
Maillots
Chronologie
Saison précédente Saison suivante
La saison 2014 du Yokohama F·Marinos est la 22e saison du club en première division du championnat du Japon.

## Compétitions

### Supercoupe
La Supercoupe du Japon 2014 est la 21e édition de cette compétition. 
Le Yokohama F. Marinos, vainqueur de la Coupe de l'Empereur 2013, s'incline deux buts à zéro face au champion 2013, le Sanfrecce Hiroshima. Ce match est une sorte de revanche de la finale de la Coupe de l'Empereur 2013 remporté également deux buts à zéro mais par le Yokohama F. Marinos cette fois-ci.
| Supercoupe du Japon 2014      | Sanfrecce Hiroshima    | 2 - 0 | Yokohama F. Marinos | Stade olympique national, Tokyo |  |
| 22 février 2014 13:35 (UTC+9) | Notsuda 6e · Asano 66e |       |                     |                                 |  |
| 22 février 2014 13:35 (UTC+9) | Rapport                |       |                     |                                 |  |

### Championnat
La Japan League 2014 est la quarante-neuvième édition de la première division japonaise, la 22e sous l'appellation J. League 1. Elle oppose les dix-huit meilleurs clubs du Japon en une série de trente-quatre journées. Le championnat débute en mars 2014 et s'achève en décembre de la même année. 
Les meilleurs de ce championnat se qualifient pour la compétition continentale qu'est la Ligue des champions de l'AFC. Le nombre de qualifiés en Ligue des champions via le championnat, de trois à quatre, varie en fonction du vainqueur de la coupe nationale, la Coupe de l'Empereur.
Le Yokohama F. Marinos termine 7e du championnat avec 51 points.
| Rang | Équipe                | Pts | J  | G  | N  | P  | Bp | Bc | Diff |
| ---- | --------------------- | --- | -- | -- | -- | -- | -- | -- | ---- |
| 1    | Gamba Osaka P L       | 63  | 34 | 19 | 6  | 9  | 59 | 31 | +28  |
| 2    | Urawa Red Diamonds    | 62  | 34 | 18 | 8  | 8  | 52 | 32 | +20  |
| 3    | Kashima Antlers       | 60  | 34 | 18 | 6  | 10 | 64 | 39 | +25  |
| 4    | Kashiwa Reysol        | 60  | 34 | 17 | 9  | 8  | 48 | 40 | +8   |
| 5    | Sagan Tosu            | 60  | 34 | 19 | 3  | 12 | 41 | 33 | +8   |
| 6    | Kawasaki Frontale     | 55  | 34 | 16 | 7  | 11 | 56 | 43 | +13  |
| 7    | Yokohama F·Marinos    | 51  | 34 | 14 | 9  | 11 | 37 | 29 | +8   |
| 8    | Sanfrecce Hiroshima T | 50  | 34 | 13 | 11 | 10 | 44 | 37 | +7   |
| 9    | FC Tokyo              | 48  | 34 | 12 | 12 | 10 | 47 | 33 | +14  |
| 10   | Nagoya Grampus        | 48  | 34 | 13 | 9  | 12 | 47 | 48 | -1   |
| 11   | Vissel Kobe P         | 45  | 34 | 11 | 12 | 11 | 49 | 50 | -1   |
| 12   | Albirex Niigata       | 44  | 34 | 12 | 8  | 14 | 30 | 36 | -6   |
| 13   | Ventforet Kofu        | 41  | 34 | 9  | 14 | 11 | 27 | 31 | -4   |
| 14   | Vegalta Sendai        | 38  | 34 | 9  | 11 | 14 | 35 | 50 | -15  |
| 15   | Shimizu S-Pulse       | 36  | 34 | 10 | 6  | 18 | 42 | 60 | -18  |
| 16   | Omiya Ardija          | 35  | 34 | 9  | 8  | 17 | 44 | 60 | -16  |
| 17   | Cerezo Osaka          | 31  | 34 | 7  | 10 | 17 | 36 | 48 | -12  |
| 18   | Tokushima Vortis P    | 14  | 34 | 3  | 5  | 26 | 16 | 74 | -58  |

Qualifications
- 1er, 2e, 3e (ou C) : phase de groupes de la Ligue des Champions 2015

- 3e (ou 4e) : barrage de la Ligue des Champions 2015

Relégation
- 16e, 17e et 18e : J.League 2 2015

Abréviations
- T : Tenant du titre
- P : Promu de J.League 2 2013
- C : Vainqueur de la Coupe de l'Empereur 2014
- L : Vainqueur de la Coupe de la Ligue 2014

### Coupe de l'Empereur
La Coupe de l'Empereur 2014 est la 94e édition de la Coupe du Japon, c'est une compétition à élimination directe (7 tours) mettant aux prises des clubs de football amateurs et professionnels à travers le Japon. Elle oppose 88 équipes. Elle est organisée par la Fédération japonaise de football.
Le vainqueur de cette coupe décroche une place qualificative l'année suivante pour la Ligue des champions de l'AFC, équivalent asiatique de la Ligue des champions de l'UEFA européenne.
Le Yokohama F·Marinos, tenant du titre, est éliminé à la grande surprise par l'équipe de J. League 2, le Giravanz Kitakyushu au troisième tour après prolongations.
| 2e tour                       | Yokohama F. Marinos                  | 3 - 0 | Honda Lock | Nippatsu Mitsuzawa Stadium, Yokohama            |                                                 |
| 12 juillet 2014 18:00 (UTC+9) | Hyōdō 45+1e · Hanato 50e · Amano 85e |       |            | Spectateurs : 5 821 Arbitrage : Akihiko Ikeuchi | Spectateurs : 5 821 Arbitrage : Akihiko Ikeuchi |
| 12 juillet 2014 18:00 (UTC+9) | Rapport                              |       |            | Spectateurs : 5 821 Arbitrage : Akihiko Ikeuchi | Spectateurs : 5 821 Arbitrage : Akihiko Ikeuchi |

| 3e tour                    | Yokohama F. Marinos | 2 - 3 a.p. | Giravanz Kitakyushu                   | Nippatsu Mitsuzawa Stadium, Yokohama |  |
| 20 août 2014 11:00 (UTC+9) | Fujimoto 12e 45+2e  |            | Watanabe 8e · Naito 85e · Watari 120e |                                      |  |
| 20 août 2014 11:00 (UTC+9) | Rapport             |            |                                       |                                      |  |

### Coupe Nabisco
La Coupe Nabisco 2014 est la 21e édition de la Coupe de la Ligue japonaise, organisée par la JFA, elle oppose les 18 équipes de Japan League.
Le vainqueur se qualifie pour la Coupe Suruga Bank.

### Ligue des champions de l'AFC
Le club évolue cette saison en Ligue des champions de l'AFC 2014 en raison de sa deuxième place au championnat 2013. C'est la 33e édition de cette compétition.
Le Yokohama F·Marinos est dans le groupe G avec le Guangzhou Evergrande  , le Jeonbuk Hyundai Motors  et le Melbourne Victory . 
Le club termine dernier de ce groupe avec sept points et ne poursuit pas son aventure.
| 1re journée                   | Jeonbuk Hyundai Motors                     | 3 - 0 | Yokohama F. Marinos | Jeonju World Cup Stadium, Jeonju                 |                                                  |
| 26 février 2014 19:00 (UTC+9) | Lee Seung-gi 61e 69e · Leonardo 72e (pen.) |       |                     | Spectateurs : 8 328 Arbitrage : Abdullah Balideh | Spectateurs : 8 328 Arbitrage : Abdullah Balideh |
| 26 février 2014 19:00 (UTC+9) | Rapport                                    |       |                     | Spectateurs : 8 328 Arbitrage : Abdullah Balideh | Spectateurs : 8 328 Arbitrage : Abdullah Balideh |

| 2e journée                 | Yokohama F. Marinos | 1 - 1 | Guangzhou Evergrande | Nissan Stadium, Yokohama                        |                                                 |
| 12 mars 2014 19:30 (UTC+9) | Hanato 21e          |       | Diamanti 38e         | Spectateurs : 12 230 Arbitrage : Marai Al Awaji | Spectateurs : 12 230 Arbitrage : Marai Al Awaji |
| 12 mars 2014 19:30 (UTC+9) | Rapport             |       |                      | Spectateurs : 12 230 Arbitrage : Marai Al Awaji | Spectateurs : 12 230 Arbitrage : Marai Al Awaji |

| 3e journée                  | Melbourne Victory | 1 - 0 | Yokohama F. Marinos | AAMI Park, Melbourne                              |                                                   |
| 18 mars 2014 19:30 (UTC+11) | Barbarouses 9e    |       |                     | Spectateurs : 6 357 Arbitrage : Mohd Amirul Izwan | Spectateurs : 6 357 Arbitrage : Mohd Amirul Izwan |
| 18 mars 2014 19:30 (UTC+11) | Rapport           |       |                     | Spectateurs : 6 357 Arbitrage : Mohd Amirul Izwan | Spectateurs : 6 357 Arbitrage : Mohd Amirul Izwan |

| 4e journée                 | Yokohama F. Marinos                 | 3 - 2 | Melbourne Victory                 | Nissan Stadium, Yokohama                         |                                                  |
| 2 avril 2014 19:30 (UTC+9) | Ito 21e · Nakamachi 27e · Hyodo 89e |       | Troisi 7e (pen.) · J. Jeggo 90+2e | Spectateurs : 7 395 Arbitrage : Ammar Al-Jeneibi | Spectateurs : 7 395 Arbitrage : Ammar Al-Jeneibi |
| 2 avril 2014 19:30 (UTC+9) | Rapport                             |       |                                   | Spectateurs : 7 395 Arbitrage : Ammar Al-Jeneibi | Spectateurs : 7 395 Arbitrage : Ammar Al-Jeneibi |

| 5e journée                  | Yokohama F. Marinos | 2 - 1 | Jeonbuk Hyundai Motors | Nissan Stadium, Yokohama                           |                                                    |
| 15 avril 2014 19:30 (UTC+9) | Saito 64e 65e       |       | Han Kyo-won 7e         | Spectateurs : 7 110 Arbitrage : Valentin Kovalenko | Spectateurs : 7 110 Arbitrage : Valentin Kovalenko |
| 15 avril 2014 19:30 (UTC+9) | Rapport             |       |                        | Spectateurs : 7 110 Arbitrage : Valentin Kovalenko | Spectateurs : 7 110 Arbitrage : Valentin Kovalenko |

| 6e journée                  | Guangzhou Evergrande | 2 - 1 | Yokohama F. Marinos | Tianhe Stadium, Guangzhou                           |                                                     |
| 22 avril 2014 19:00 (UTC+8) | Elkeson 11e 38e      |       | Saito 85e           | Spectateurs : 39 874 Arbitrage : Mohamed Al Zarouni | Spectateurs : 39 874 Arbitrage : Mohamed Al Zarouni |
| 22 avril 2014 19:00 (UTC+8) | Rapport              |       |                     | Spectateurs : 39 874 Arbitrage : Mohamed Al Zarouni | Spectateurs : 39 874 Arbitrage : Mohamed Al Zarouni |

| Rang | Équipe                 | Pts | J | G | N | P | Bp | Bc | Diff |  | Résultats (▼ dom., ► ext.) |     |     |     |     |
| ---- | ---------------------- | --- | - | - | - | - | -- | -- | ---- |  | -------------------------- | --- | --- | --- | --- |
| 1    | Guangzhou Evergrande   | 10  | 6 | 3 | 1 | 2 | 10 | 8  | +2   |  | Guangzhou Evergrande       |     | 3-1 | 4-2 | 2-1 |
| 2    | Jeonbuk Hyundai Motors | 8   | 6 | 2 | 2 | 2 | 8  | 7  | +1   |  | Jeonbuk Hyundai Motors     | 1-0 |     | 0-0 | 3-0 |
| 3    | Melbourne Victory      | 8   | 6 | 2 | 2 | 2 | 9  | 9  | 0    |  | Melbourne Victory          | 2-0 | 2-2 |     | 1-0 |
| 4    | Yokohama F. Marinos    | 7   | 6 | 2 | 1 | 3 | 7  | 10 | -3   |  | Yokohama F. Marinos        | 1-1 | 2-1 | 3-2 |     |

### Effectif professionnel
À noter que selon le site officiel du club la mascotte porte le numéro 0 et les supporters portent le numéro 12.

## Équipementiers, sponsors et maillots
L'équipementier du Yokohama F·Marinos est Adidas.
Le club de Yokohama est sponsorisé par Nissan.